# Flejtuch

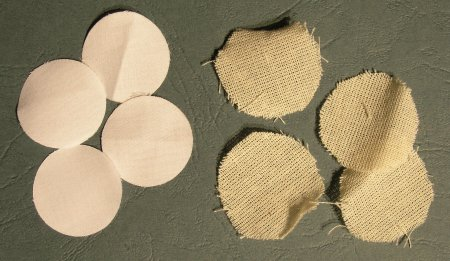
Współczesne flejtuchy o średnicy 1 cala używane przez miłośników broni czarnoprochowej

Flejtuch (niem. fliegen – latać, das Tuch - tkanina) – kawałek cienkiej tkaniny lnianej lub bawełnianej, ewentualnie cienkiej skóry służący, po uprzednim natłuszczeniu, do owinięcia kuli podkalibrowej stosowanej w broni ładowanej odprzodowo. Flejtuch zazwyczaj ma kształt koła o średnicy ponad dwóch średnic kuli, dla której jest przygotowany.
Flejtuch wylatuje z lufy razem z kulą i spada parę metrów od strzelca. Szmatka jest brudna, natłuszczona i przy ładowaniu broni brudzi palce, stąd w mowie potocznej flejtuch oznacza osobę brudną, zaniedbaną, niechlujną.